# Shirq
Shirq (albanisch auch Shirqi) ist ein kleines Dorf in Nordalbanien, das in der Bashkia Shkodra im Qark Shkodra liegt. Bis zu deren Auflösung im Jahr 2015 war Shirq eines der elf Dörfer in der Komuna Dajç.

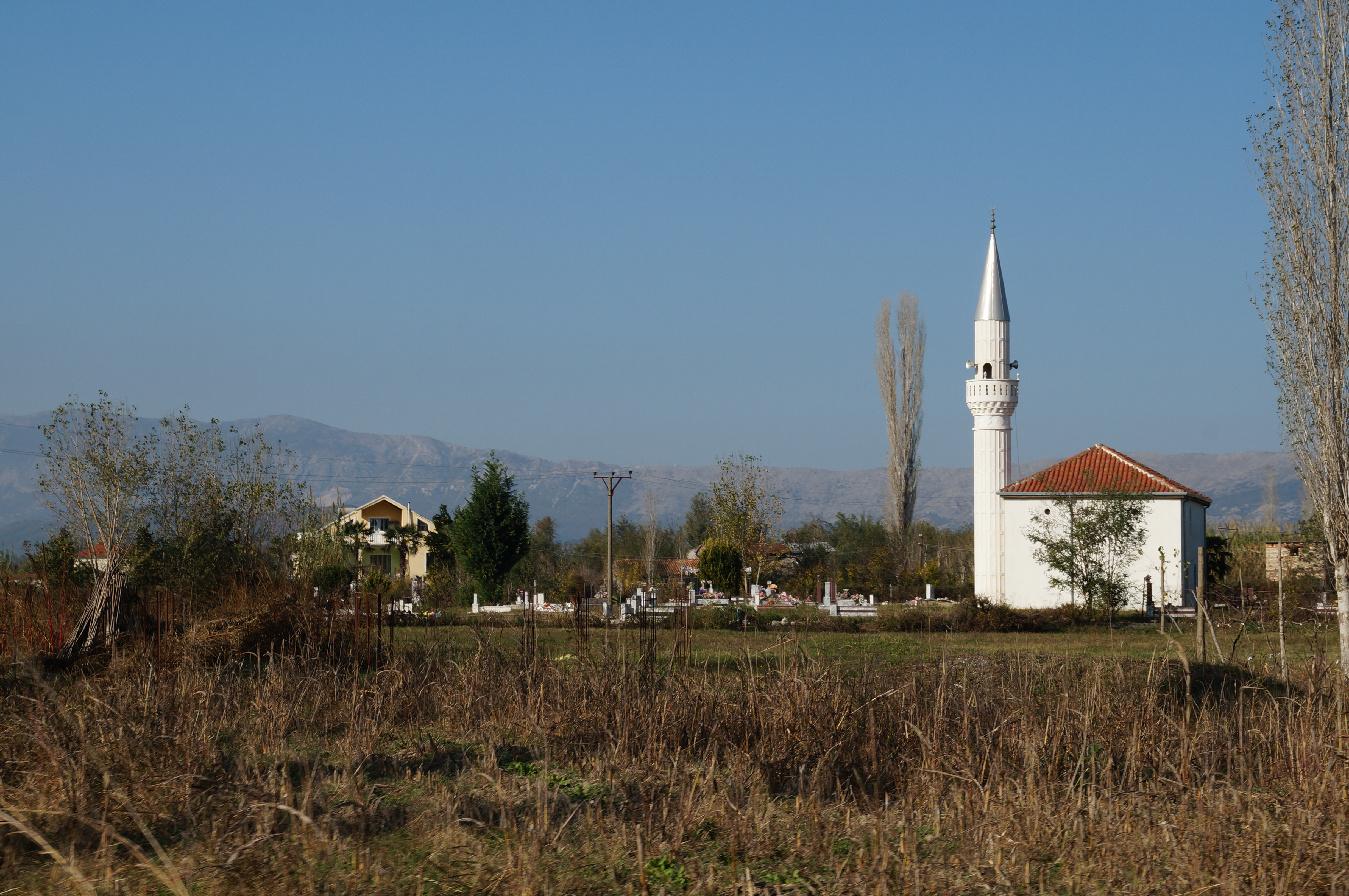
Blick von Westen auf das Dorf mit Moschee

Das Dorf liegt ein paar hundert Meter östlich der Buna, dem Abfluss aus dem Skutarisee. Ins Zentrum von Shkodra sind es rund zehn Kilometer Luftdistanz, bis zur Küste der Adria bei Velipoja im Süden rund 14 Kilometer. Das Dorf Dajç, das Zentrum der lokalen Verwaltungseinheit, liegt vier Kilometer westlich an der Buna. Unmittelbar nördlich des Dorfes gegen eine ehemalige Flussaue und im Westen schützen Dämme den Ort vor Hochwasser der Buna. Das Dorf liegt im Landschaftsschutzgebiet Lumi Buna-Velipoja.
In Shirq wurden eine Moschee und eine römisch-katholische Kirche erbaut. Die Schule steht auf offenem Feld auf halber Strecke zum Nachbardorf Mushan. Eine vier Kilometer lange, asphaltierte Straße verbindet das Dorf via Mushan mit der SH 27, der Nationalstraße von Shkodra nach Velipoja.

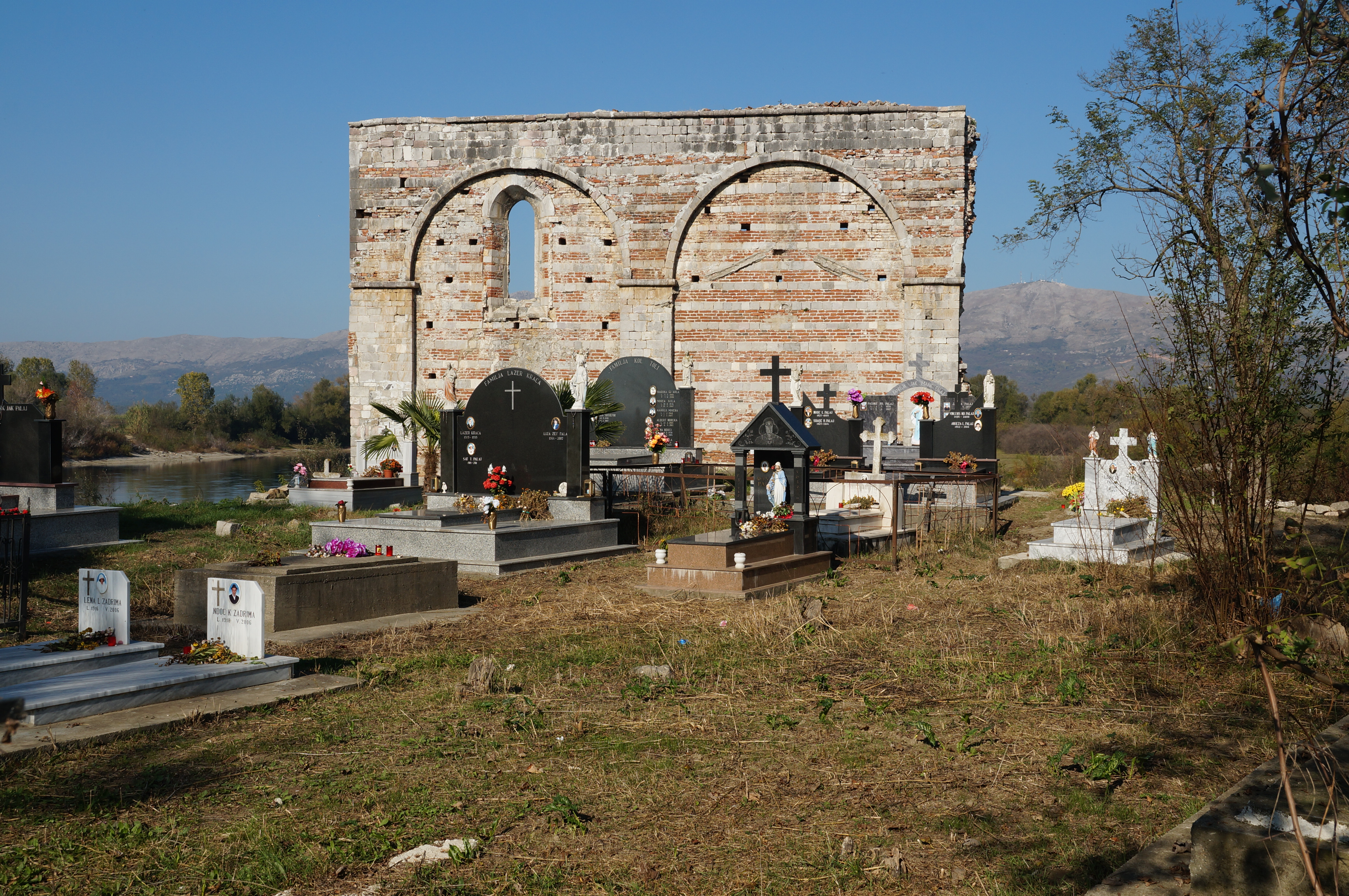
Ruinen der Kirche von Shirgj und kleiner katholischer Friedhof am Buna-Ufer

Am Ufer der Buna stehen die Ruinen der Kirche von Shirgj. Die Kirche St. Sergius (Kisha e Shën Sergjit e Bakut) wurde im Jahr 1290 über einer frühbyzantinischen Basilika von der serbischen Königin Jelena Anžujska errichtet und den Heiligen Sergios und Bakchos gewidmet. Rund um die Kirche entstanden ein Kloster und eine Kleinstadt, denn Shirq war ein bedeutender Handelsort mit einer Reihe von Läden und Buden und Kaufleuten aus Venedig, Ragusa, Ulcinj und Bar. Der Flusshafen war noch für große Schiffe erreichbar, während der Fluss weiter oben nicht mehr schiffbar war. In Shirq wurden unter anderem Blei und Silber aus serbischen Bergwerken und Waren für den Kosovo verladen sowie Getreide, italienisches Tuch, Tiere, Holz und vor allem auch Salz gehandelt. Rund um das Kloster und den Handelsplatz war auch ein Dorf entstanden. Mit 48 Haushalten und etwa 200 Einwohnern zu Ende des 14. Jahrhunderts war es eine der größten Siedlungen an der Buna, die schon fast einer Stadt glich. Im 15. Jahrhundert ein wichtiges katholisches Zentrum, verlor das Kloster allmählich an Bedeutung: Schlecht wirtschaftende Äbte, kriegerische Wirren und zuletzt die Eroberung der Region durch die Türken im Jahr 1479 führten zum Niedergang des Klosters.
Hochwasser droht immer wieder, das Dorf und weite andere Gebiete am Unterlauf der Buna zu überschwemmen. Teile des Dorfes stehen regelmäßig unter Wasser.